# Peta (Baja, Mađarska)
Peta (mađ. Pető,Petői Szőlők) je naselje u jugoistočnoj Mađarskoj, danas dio grada Baje.

## Zemljopisni položaj
Peta je južna četvrt grada Baje. Nalazi se južno od Piska i Salaša. Južno je Vodica. U blizini su predgrađa Kisberek i Kiskertek.

## Upravna organizacija
Upravno pripada naselju Baji.
Poštanski broj je 6500.

## Promet
U blizinis us cestovne prometnice prema Baškutu i državna cestovna prometnica br. 51 koja vodi prema Monoštoru.

## Stanovništvo
Naziv za stanovnike Pete je Petanac i Petankinja.